# Chrysorthenches porphyritis
Chrysorthenches porphyritis är en fjärilsart som beskrevs av Edward Meyrick 1885i. Chrysorthenches porphyritis ingår i släktet Chrysorthenches och familjen Plutellidae. Inga underarter finns listade i Catalogue of Life.